# A.C. Siena
A.C. Siena je italijanski nogometni klub, ki nastopa v Serie B. Tradicionalna barva kluba je črno-bela.

## Zgodovina
Leta 1935 se je klub prvič uvrstil v Serie B, vendar je iz nje izpadel še isto sezono zaradi poškodb in ker so bili nekateri igralci vpoklicani k vojakom.
V sezoni 1937-38 so se ponovno z veliko prednostjo uvrstili v Serie B. Leta 1938 so zgradili nov stadion, ki je čez mnogo let dobil današnje ime. Po razgibanih povojnih letih se je klub ponovno uvrstil v Serie C. Konec 60-tih let pa so izpadli v Serie D.
V sezoni 1975-76 se je klub uvrstil v Serie C, v sezoni 1981-82 pa so se uvrstili v Serie C 1. Poleti 1999 je klub dobil nove lastnike in se po skoraj 50 letih ponovno plasiral v Serie B, ob 100-letnici kluba pa so se plasirali v Serie A.
Po več menjavah na trenerski klopi so leta 2010 izpadli v Serie B.

## Nekdanji igralci
- Enrico Chiesa
- Vincent Candela
- Tore André Flo
- Alexander Manninger
- Igor Tudor
- Nicola Ventola
- Nikola Lazetić
- Gorazd Zajc